# Mario Brkljača
Mario Brkljača (ur. 7 lutego 1985 roku w Zagrzebiu) – chorwacki piłkarz grający na pozycji środkowego pomocnika. Zawodnik klubu SV Mattersburg.

## Kariera klubowa

### Klub
Zawodnik ten, jest wychowankiem NK Zagreb, grającego w chorwackiej ekstraklasie. Debiut w drużynie seniorów zaliczył w 2004 roku. W sezonie 2004/2005 zdobył 3 bramki w 30 meczach. Jego drużyna zajęła 3. miejsce w tabeli na koniec sezonu.
Rok później grał 27 razy i do siatki trafiał dwukrotnie. NK Zagreb był jednak dopiero 9. w ostatecznym rozrachunku.
Kolejny sezon wypadł nieco lepiej w jego wykonaniu. Dorobek w spotkaniach ligowych to 28 meczów i 3 bramki. NK ponownie okazało się gorsze tylko od dwóch zespołów w tabeli.
W sezonie 2007/2008 drużyna była 6., a on sam grał w 30 meczach. W tym czasie zdobył 3 gole.
W następny sezonie nie rozegrał wszystkich spotkań w barwach ekipy z Zagrzebia. Grał tylko w 13 meczach, zaś jego dorobek bramkowy powiększył się tylko o jedno trafienie. W trakcie sezonu przeniósł się do Hajduka Split. Tu jednak do końca rozgrywek pojawił się na boisku tylko 3 razy.
Nowy sezon rozpoczął na wypożyczeniu we włoskim Cagliari Calcio, gdzie nie rozegrał żadnego meczu w Serie A i po sezonie wrócił do Hajduka.

### Reprezentacja
Rozegrał 13 meczów w młodzieżowej reprezentacji Chorwacji do lat 21. Jeden raz trafił do bramki przeciwnika.